# Gerda Zorn
Gerda Zorn, geb. Hesse (* 11. Januar 1920 in Berlin-Nord; † 27. April 2021 in Hamburg) war eine deutsche Schriftstellerin, Journalistin und Zeitzeugin. Sie erlebte vier politische Systeme in Deutschland und verarbeitete ihre Erlebnisse und Erfahrungen in zahlreichen Büchern.

## Leben
Gerda Hesse, die spätere Gerda Zorn, wuchs in einem sozialdemokratisch geprägten Elternhaus in Berlin-Nord auf. Der Vater, zu dem sie ein inniges Verhältnis pflegte, war lange Zeit arbeitslos, weshalb ihre Mutter die Familie mit dem Nähen von Mänteln versorgte. Bereits ihr Kindheitstraum war es Journalistin zu werden.

### Ausbildung und erste Berufserfahrungen
Mit 14 Jahren fand Gerda Zorn, nach dreimonatiger Ausbildung in einem Kurs für Stenographie und Schreibmaschine am Alexanderplatz in Berlin, ihre erste Arbeitsstelle bei einer Autoversicherungs-Agentur. Als der Besitzer der Agentur sie nicht mehr bezahlen konnte, vermittelte er ihr einen Job bei der Tobis-Filmgesellschaft in Johannisthal. Als sie sich aber weigerte, dem nationalsozialistischen Bund Deutscher Mädel (BDM) beizutreten, verlor sie ihre Stellung. Im Jahr 1934 fand Gerda Zorn eine neue Arbeit als Sekretärin beim Reichsverband der deutschen Zeitungsverleger. Hier kündigte sie allerdings, da ihr die Beeinflussung des Verbandes durch die Nationalsozialisten missfiel. Anschließend war Gerda Zorn, bis zum Ende des Zweiten Weltkriegs im Mai 1945, bei der Propaganda-Nachrichtenagentur Transocean in Berlin tätig. Nach dem Einmarsch der Roten Armee arbeitete Gerda Zorn bei der Presse der russischen Alliierten.

### Studium und Berufsverbot
Im Oktober 1947 heiratete Gerda Zorn den deutschen Journalisten und Chefredakteur der Tageszeitung junge Welt, Heinz Stern (1921–2002). Durch ihn ergab sich für Gerda Zorn auch die Möglichkeit Kulturpolitik in Leipzig zu studieren. Sie erhielt das Karl-Marx-Stipendium und wurde Mitglied der Freien Deutschen Jugend (FDJ). Als sie erkannte, dass die politische Übereinstimmung für eine Ehe nicht genügt, ließ sie sich 1950 scheiden und wurde Redakteurin im Amt für Information in Berlin. Außerdem arbeitete sie beim Kulturbund der DDR als Lektorin für populärwissenschaftliche Schriften. Wegen eines Kinobesuches in Westberlin musste Gerda Zorn schließlich 1951 "Bewährungsarbeit" in einer Fabrik in Treptow leisten. Hier sollte sie die angeblich verlorengegangene Verbindung zur Arbeiterklasse wiederfinden. Nach nur wenigen Wochen wurde sie zur Schweriner Volkszeitung als Hilfsredakteurin in die Kulturabteilung versetzt.
Gerda Zorn verlobte sich 1952 erneut und war bald darauf mit dem ersten Kind schwanger. „Fredchen“, ihr Verlobter, gestand Zorn allerdings, dass er zu diesem Zeitpunkt noch verheiratet war. Daraufhin verließ sie ihn. Bei der Geburt konnte nur noch der Tod des Kindes festgestellt werden.
Die überzeugte Sozialistin erhielt schließlich Berufsverbot, weil sie sich weigerte die Bewährungsarbeit weiter auszuführen. Sie verließ daraufhin 1956 die DDR. Gerda Zorn ging zunächst nach Kassel, wo sie ihren Jugendfreund Hans Zorn wiedertraf. Die beiden heirateten noch im selben Jahr.

### Berufsleben in Hannover und Hamburg
Ihr gemeinsamer Weg führte Gerda und Hans Zorn von Kassel über Frankfurt und am Ende der fünfziger Jahre nach Hannover. Hier arbeitete sie schon bald für die Zeitung Das Andere Deutschland und wurde Mitglied in der Vereinigung der Verfolgten des Naziregimes – Bund der Antifaschistinnen und Antifaschisten (VVN-BdA e. V.) und war in der Friedensbewegung aktiv. In Hannover lernte sie außerdem August Baumgarte kennen, der in der  Zeit des Nationalsozialismus zwölf Jahre im Konzentrationslager zu leiden hatte und in der Bundesrepublik Deutschland zu zwei Jahren Haft verurteilt worden war. Dieser war es auch, der Gerda Zorn das gesammelte Material von Frauen im Nationalsozialismus in Hannover zur Verfügung stellte, aus dem später das Buch Stadt im Widerstand entstand.
Im Jahr 1965 zogen Gerda und Hans Zorn nach Hamburg-Winterhude. Mit der deutschen Antifaschistin Gertrud Meyer schrieb sie das Buch Frauen gegen Hitler. Zahlreiche Lesungen und Vorträge an den Universitäten Hamburg und Göttingen folgten. Außerdem erschien 1985 Zorns erster Roman Bombenalltag. Sie war freiberufliche Mitarbeiterin der Sendung Zwischen Hamburg und Haiti und wurde zur Beisitzerin im Ausschuss für Kriegsdienstverweigerung beim Kreiswehrersatzamt Hamburg gewählt. Außerdem setzte sie sich dafür ein, dass der Verband Deutscher Schriftsteller (VS) der Gewerkschaft beitrat und übernahm ein Jahr lang den Vorsitz des VS Hamburg. Ihr Ehemann Hans Zorn starb 1990. Gerda Zorn lebte in Hamburg, wo sie im April 2021 im Alter von 101 Jahren starb. Sie wurde anonym auf dem Friedhof Ohlsdorf beigesetzt.

## Schriften
In ihren publizistischen Arbeiten leistete Gerda Zorn u. a. eine kritische Aufarbeitung der deutschen Nachkriegsgeschichte, zum Beispiel im Hinblick auf die Schikanierung und Verfolgung politisch linksstehender Menschen während der Adenauer-Ära. Für ihre Schilderungen des alltäglichen Kampfes gegen das Naziregime hat Zorn viele Berichte von Angehörigen des Widerstands ausgewertet und mit der Veröffentlichung dafür gesorgt, dass ihre Biografien heute dokumentiert sind.

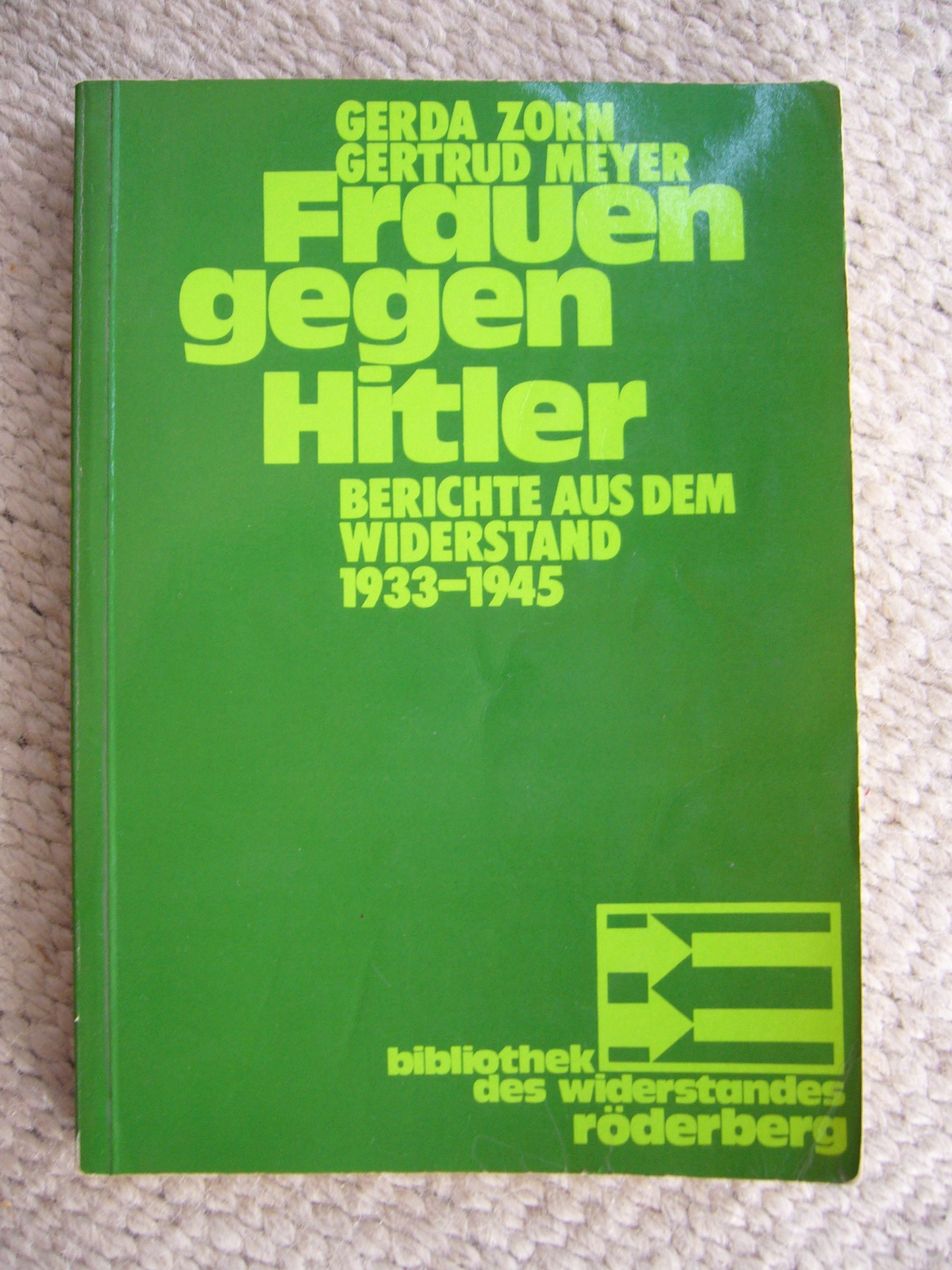
Buchcover Frauen gegen Hitler verfasst von Gerda Zorn und Gertrud Meyer, 1974

- Wiederkehr des Verdrängten. Autobiographische Erinnerungen. Berlin: ed.ost, 2001. ISBN 3-89793-049-8. Spätere Auflage Berlin: Trafo, 2008. ISBN 978-3-89626-687-3
- France Bloch-Sérazin. Auf den Spuren einer mutigen Frau (Drehbuch) zusammen mit Hans Zorn. Regie: Loretta Walz. 80 Minuten, Deutschland 1993.
- Bombenalltag. Roman. München: Droemersche Verlagsanstalt Knaur, 1985. ISBN 3-426-08039-7
- Rote Großmütter gestern und heute. Verlag für Ausbildung und Studium in der Elefanten Presse, 1984. Spätere Auflage Köln: Röderberg im Pahl-Rugenstein-Verlag, 1989. ISBN 3-87682-847-3
- "Mein alltäglicher Faschismus". Beitrag (S. 32–67) in: Der alltägliche Faschismus. Frauen im Dritten Reich. Berlin, Bonn: Verlag J. H. W. Dietz, 1981. ISBN 3-8012-0057-4
- Nach Ostland geht unser Ritt. Deutsche Eroberungspolitik zwischen Germanisierung und Völkermord. Mit einem Vorwort von Herbert Wehner. Berlin, Bonn: Verlag J. H. W. Dietz, 1980. Später als Nach Ostland geht unser Ritt. Deutsche Eroberungspolitik und die Folgen. Das Beispiel Lodz. 2., verb. u. erw. Aufl. Mit einem Geleitwort von Egon Bahr und einem Vorwort von Herbert Wehner. Köln: Röderberg im Pahl-Rugenstein-Verlag, 1988. ISBN 3-87682-841-4
- Helmuth Hübener. 17 Jahre, Verwaltungslehrling, hingerichtet 1942 in Berlin. Nach einem Manuskript von Ulrich Sander bearbeitet von Rosemarie Werder und Gerda Zorn. Vorwort von Hermann Schön. (Hamburger im Widerstand gegen Hitler; Heft 1) Hamburg: VVN, Bund der Antifaschisten, Geschichtskommission, 1980
- Frauen gegen Hitler. Berichte aus dem Widerstand 1933–1945. (Zusammen mit Gertrud Meyer.) Mit einem Vorwort von Renate Riemeck und einem Nachwort von Max Oppermann. Frankfurt am Main: Röderberg, 1974. Später Berlin: Verlag für Ausbildung und Studium in der Elefanten-Press, 1984. ISBN 3-88290-022-9
- Frauen im Widerstand, Marie Priess, in: Florence Hervé (Hrsg.), Brot und Rosen. Verlag Marxistische Blätter, Frankfurt/M. 1979,  S. 136–144, S. 145–147
- Stadt im Widerstand. Mit einem Vorwort von Wolfgang Abendroth. Frankfurt am Main: Röderberg-Verlag, 1965. Später als Widerstand in Hannover. Gegen Reaktion und Faschismus 1920–1946. Frankfurt am Main: Röderberg, 1977. ISBN 3-87682-028-6

## Drehbuch:Auf den Spuren einer mutigen Frau(France Bloch-Sérazin)
Gerda und Hans Zorn waren für den Film Auf den Spuren einer mutigen Frau als Drehbuch-Autoren tätig. Regie führte Loretta Walz. Der Film erzählt über das Leben von France Bloch-Sérazin, die für ein freies Frankreich kämpfte und am 12. Februar 1943 in Hamburg hingerichtet wurde.